# John Macdonald

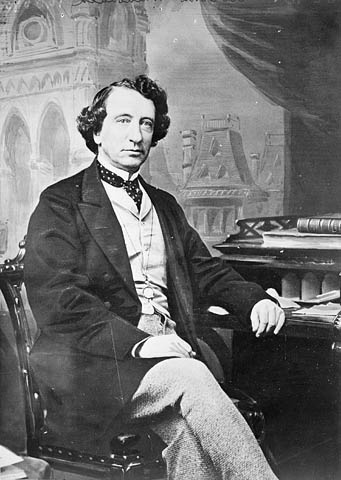
John Macdonald (1868)

Sir John Alexander Macdonald, GCB, KCMG, QC (* 10. Januar 1815 in Glasgow, Schottland; † 6. Juni 1891 in Ottawa) war der erste Premierminister von Kanada. Er war zweimal im Amt, zunächst vom 1. Juli 1867 bis zum 5. November 1873 und danach vom 17. Oktober 1878 bis zu seinem Tod. Mit einer Amtszeit von insgesamt über 19 Jahren ist er der am zweitlängsten regierende Premierminister des Landes. Als einer der Väter der Konföderation gehört Macdonald zu den Wegbereitern des 1867 gegründeten kanadischen Bundesstaates, auch war er eine treibende Kraft der 1885 vollendeten transkontinentalen Eisenbahnlinie. Zuvor war er auch Premierminister der Provinz Kanada gewesen.

## Kindheit und Jugend
Macdonalds genaues Geburtsdatum ist umstritten: Offizielle Quellen geben den 10. Januar an, während Macdonald selbst seinen Geburtstag am 11. Januar feierte. Sein Vater Hugh Macdonald war ein erfolgloser Kaufmann. Dieser heiratete am 21. Oktober 1811 Helen Shaw. Zusammen hatten sie fünf Kinder; John war das dritte. Als die verschiedenen Unternehmungen des Vaters in Konkurs gegangen waren, wanderte die Familie im Jahr 1820 nach Kingston in Oberkanada aus.
Das Pech folgte der Familie in die neue Heimat. Als er sieben Jahre alt war, musste John Macdonald mit ansehen, wie sein jüngerer Bruder James von einem betrunkenen Diener erschlagen wurde (ein Gericht betrachtete den Tod als Unfall). Der Vater war mit seinen Geschäften nicht viel erfolgreicher als in Schottland. Dennoch konnte er es sich leisten, seinen Sohn an die Midland Grammar School zu schicken, wo er Fächer wie Latein, Französisch und Mathematik belegte. Mit 15 Jahren war John Macdonalds Schulbildung beendet, für ein Literaturstudium an einer Universität fehlte das Geld.

## Karriere als Rechtsanwalt
Macdonalds Eltern entschieden, dass ihr Sohn nach Ende der Schulzeit Rechtsanwalt werden sollte. Er reiste mit dem Dampfschiff nach York (das heutige Toronto) und bestand die Aufnahmeprüfung der Law Society of Upper Canada (Rechtsgesellschaft von Oberkanada). Um 1830 gab es noch keine Rechtsfakultäten, so dass zukünftige Rechtsanwälte nach bestandener Aufnahmeprüfung ihr Wissen als Angestellte eines etablierten Rechtsanwalts aneignen konnten. Im Falle Macdonalds war dies George Mackenzie, ein prominentes Mitglied der schottischen Gemeinschaft in Kingston, der Wirtschaftsrecht praktizierte.
Als er 17 Jahre alt war, wurde Macdonald mit der Leitung der Filiale in Napanee betraut. 1833 durfte er das Unternehmen verlassen, um die Kanzlei seines kränkelnden Cousins Lowther Pennington Macpherson in Picton zu leiten. Im Sommer 1835 entschloss er sich jedoch, nach Kingston zurückzukehren und seine eigene Anwaltskanzlei zu eröffnen, nachdem George Mackenzie während einer Cholera-Epidemie verstorben war. Macdonald war fest entschlossen, in die Fußstapfen Mackenzies als führender Rechtsanwalt der Gemeinschaft der schottischen Presbyterianer zu treten, die in Kingston rasch an Einfluss gewann.
Am 6. Februar 1836 war er erstmals zu einer Gerichtsverhandlung zugelassen. Schon bald nach der Eröffnung seiner Kanzlei nahm er zwei Studenten auf, die später ebenfalls sehr prominent werden sollten: Oliver Mowat, der spätere Premierminister von Ontario, und Alexander Campbell, späterer Innen- und Verteidigungsminister sowie Vizegouverneur von Ontario. Nachdem er sich mit dem lukrativen, aus seiner Sicht aber langweiligen Wirtschaftsrecht befasst hatte, praktizierte er ab 1837 zwei Jahre lang Strafrecht, weil er sich dadurch mehr Aufmerksamkeit in der Öffentlichkeit erhoffte. Macdonald verteidigte erfolglos einen Mann, der beschuldigt wurde, ein achtjähriges Mädchen vergewaltigt zu haben, doch eine Lokalzeitung rühmte seine Verteidigungsstrategie. Danach erwirkte er den Freispruch eines Mannes, der angeblich im Streit einen Freund erschlagen hatte. Alexander Campbell schrieb später, Macdonald habe die Geschworenen eher mit Humor und Anekdoten überzeugt als mit juristischem Können.

## Rebellionen von 1837
Die Rebellionen von 1837 in Ober- und Niederkanada erwiesen sich als Wendepunkt in Macdonalds juristischer Karriere. Macdonald erwarb sich den Ruf eines Konservativen, der sich nicht scheute, auch für liberale Prinzipien zu kämpfen. Er verteidigte acht politische Häftlinge aus benachbarten Bezirken, die beschuldigt wurden, an Aufständen gegen die Kolonialbehörden beteiligt gewesen zu sein und wegen Hochverrats angeklagt waren. Macdonald erreichte in allen Fällen einen Freispruch. Eine Zeitung aus Kingston lobte „seine Genialität und sein Können“ und prophezeite, dass er einen „raschen Aufstieg in seinem Beruf“ vor sich habe.
Danach diente Macdonald als Berater für John Ashley, der für die Leitung des örtlichen Militärgefängnisses zuständig war und selbst kurze Zeit inhaftiert gewesen war, weil er angeblich 15 politischen Gefangenen zur Flucht verholfen hatte. Ashley klagte den Militärkommandanten Colonel Dundas wegen illegaler Verhaftungen an. Dundas war sehr beliebt, doch Macdonald überzeugte die Geschworenen, Ashley großzügig zu entschädigen.
Schließlich ging Macdonald ein großes Risiko ein, als er zusagte, amerikanische Freischärler zu verteidigen. Diese hatten versucht, in Kanada einzudringen, um in ihren Augen das Land vom Joch der kolonialen Unterdrückung durch die Briten zu befreien. Die Freischärler waren im November 1838 nach der Schlacht an der Windmühle in Gefangenschaft geraten. Mindestens zwei andere Rechtsanwälte hatten es abgelehnt, den Fall zu übernehmen. Macdonald zögerte zunächst ebenfalls, sagte dann aber zu, nachdem der verärgerte Schwager einer der Angeklagten in sein Haus gestürmt war und ihn unsanft geweckt hatte.
Macdonald konnte wenig für die Amerikaner ausrichten. Vor einem Militärgericht war es einem zivilen Verteidiger nicht gestattet, die Zeugen zu befragen oder sich an den Richter zu wenden. Macdonald konnte nur privaten Rat geben, was es dem Schwager erlaubte, während des Prozesses die richtigen Fragen zu stellen. Dies rettete die Angeklagten jedoch nicht vor dem Galgen. Macdonald beriet auch Nils von Schoultz, den ursprünglich aus Finnland stammenden Anführer der Freischärler. Von Schoultz bestand darauf, sich für schuldig zu erklären und in seinem Testament Macdonald 100 $ zu hinterlassen. Macdonald musste diesen Wunsch ablehnen.

## Politischer Aufstieg

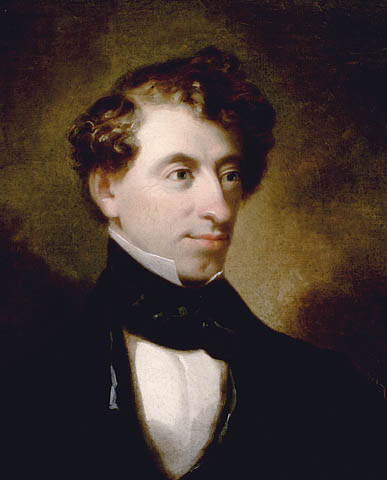
John Macdonald (1843)

1843 begann Macdonalds politische Karriere, als er in den Stadtrat von Kingston gewählt wurde. 1844 nahm er die Nominierung der konservativen Partei an und kandidierte für die Legislative der Provinz Kanada. Macdonald gewann im Wahlkreis Kingston deutlich, erwarb sich den Respekt seiner Fraktionskollegen und wurde 1847 zum Schatzmeister in der Regierung von William Henry Draper ernannt. Als die Konservativen 1848 die Wahl verloren, trat er aus der Partei aus. 1854 war er an der Gründung der weitaus moderateren, von Allan MacNab geführten liberal-konservativen Partei beteiligt.
Noch im selben Jahr konnte die neue Partei, die sowohl die konservative Wählerschaft als auch die Reformkräfte im Zentrum ansprach, die Wahl gewinnen. Macdonald wurde zum Attorney General ernannt und war damit oberster Rechtsberater der Regierung. Nach der Wahl 1856 war er zusammen mit Étienne-Paschal Taché Co-Premierminister der Provinz Kanada (die Regierung der Provinz Kanada wurde von je einem Premierminister aus Nieder- und Oberkanada gemeinsam geführt). 1857 trat Taché zurück, an seine Stelle trat George-Étienne Cartier.
Anfang August 1858 verlor die Macdonald-Cartier-Regierung das Vertrauen der Abgeordneten. Doch nur vier Tage später wurde Cartier vom Generalgouverneur gebeten, das Amt des Premierministers wieder zu übernehmen, da der Liberale George Brown keine Regierung bilden konnte. Cartier akzeptierte die Bitte und setzte auch Macdonald wieder ein. Dieses Vorgehen war damals durchaus legal, denn jedes Regierungsmitglied konnte bis spätestens einen Monat nach dem Rücktritt wieder in die Regierung eintreten. Die Regierung Cartier-Macdonald erlitt im Mai 1862 erneut eine Niederlage. Bis zur Wahl im Mai 1864 war Macdonald Oppositionsführer. Taché beendete daraufhin seinen Ruhestand und bildete mit Macdonald wieder die Regierung. Ab Juli 1865 war Narcisse-Fortunat Belleau Macdonalds Co-Premierminister.

## Kanadische Konföderation

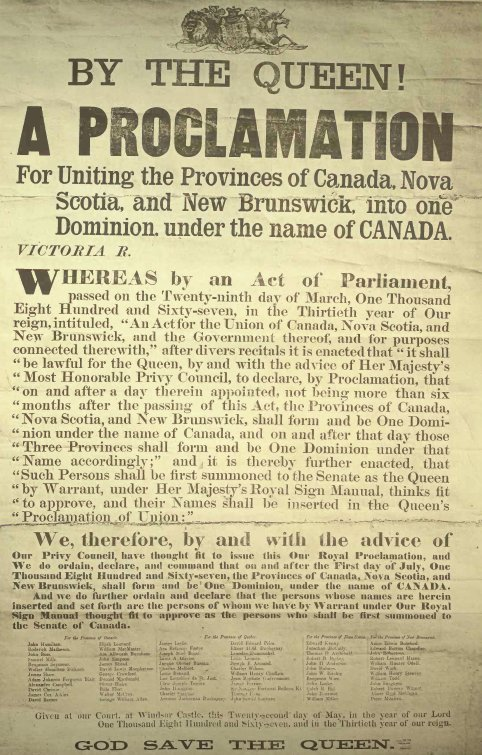
Proklamation der Kanadischen Konföderation

Macdonald nutzte seine Machtfülle, um die verschiedenen britischen Kolonien im Norden des amerikanischen Kontinents in einer Konföderation zu vereinigen. Damit sollte ein Gegengewicht zu den USA geschaffen und die Expansion in den Westen ermöglicht werden. Um ständige Regierungswechsel in der Provinz Kanada zu vermeiden, bildete Macdonald 1864 mit den Reformern um George Brown, den Vorläufern der Liberalen Partei, eine große Koalition. Bis 1867 widmete er sich der Schaffung der gesetzlichen Grundlagen für die Vereinigung der britischen Kolonien.
Im September 1864 führte Macdonald an der Charlottetown-Konferenz in Charlottetown auf Prince Edward Island die Delegation der Provinz Kanada an, um seine Ideen den atlantischen Kolonien zu präsentieren, die damals selbst einen Zusammenschluss planten und der Vereinigung mit der Provinz Kanada noch skeptisch gegenüberstanden. Im Oktober 1864 trafen sich die Delegierten der einzelnen Kolonien in der Stadt Québec, um an der Québec-Konferenz die „Zweiundsiebzig Resolutionen“, die Grundlage der Konföderation, auszuhandeln. 1866 wurde in der britischen Hauptstadt London im Rahmen der Londoner Konferenz die Vereinbarung zur Bildung der Konföderation unterzeichnet. 1867 kam die Vorlage vor das britische Parlament, die dann den British North America Act verabschiedete. Die Provinz Kanada sollte in die Provinzen Québec und Ontario aufgeteilt werden.

## Erste Amtszeit als Premierminister

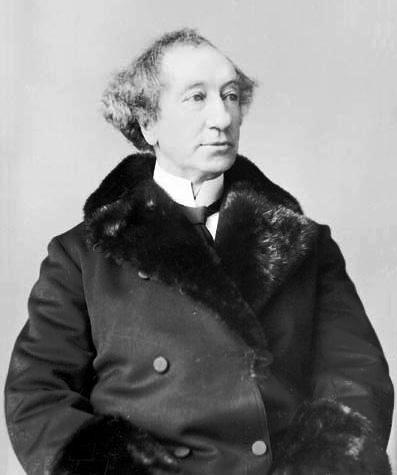
John Macdonald (1883)

Königin Victoria schlug John Macdonald für seine Verdienste um die Schaffung der Konföderation zum Ritter. Am 1. Juli 1867 wurde er in den Order of St. Michael and St. George aufgenommen, am selben Tag, als die Provinzen Québec, Ontario, New Brunswick und Nova Scotia sich zum Dominion Kanada zusammenschlossen. Die von Macdonald geführte Koalition von Konservativen und Liberal-Konservativen gewann die erste Unterhauswahl.
Macdonalds Vision als Premierminister war es, den neuen Staat zu erweitern und zu einen. Kanada kaufte der Hudson’s Bay Company für 300.000 £ (rund 8 Millionen Euro) weitläufige Gebiete im Westen ab, die zu den Nordwest-Territorien zusammengefasst wurden. 1870 verabschiedete das Parlament als Reaktion auf die von Louis Riel angeführte Red-River-Rebellion den Manitoba Act, wodurch aus einem kleinen Teil der Nordwest-Territorien die neue gleichberechtigte Provinz Manitoba gebildet wurde. 1871 schloss sich British Columbia der Konföderation an. Macdonald versprach, eine transkontinentale Eisenbahnlinie zu bauen, um das abgelegene Gebiet mit dem Rest des Landes zu verbinden. 1873 trat Prince Edward Island der Konföderation bei und Macdonald schuf im gleichen Jahr die Royal Canadian Mounted Police (damals noch North-West Mounted Police genannt), um die polizeilichen Aufgaben in den Nordwest-Territorien zu übernehmen.
Im Zuge des Pacific-Skandals von 1873 wurden Macdonald und sein Kabinett beschuldigt, Bestechungsgelder angenommen zu haben, um den Großindustriellen Hugh Allan den Auftrag für den Bau der Canadian Pacific Railway zu sichern. Die Macdonald-Regierung verlor die Gunst der Öffentlichkeit und musste am 5. November 1873 einer Übergangsregierung unter Alexander Mackenzie übergeben. Die darauffolgende Wahl im Januar 1874 gewannen die Liberalen. Macdonald bot seinen Rücktritt als Parteivorsitzender an, was die Delegierten am Parteitag jedoch ablehnten.

## Zweite Amtszeit als Premierminister

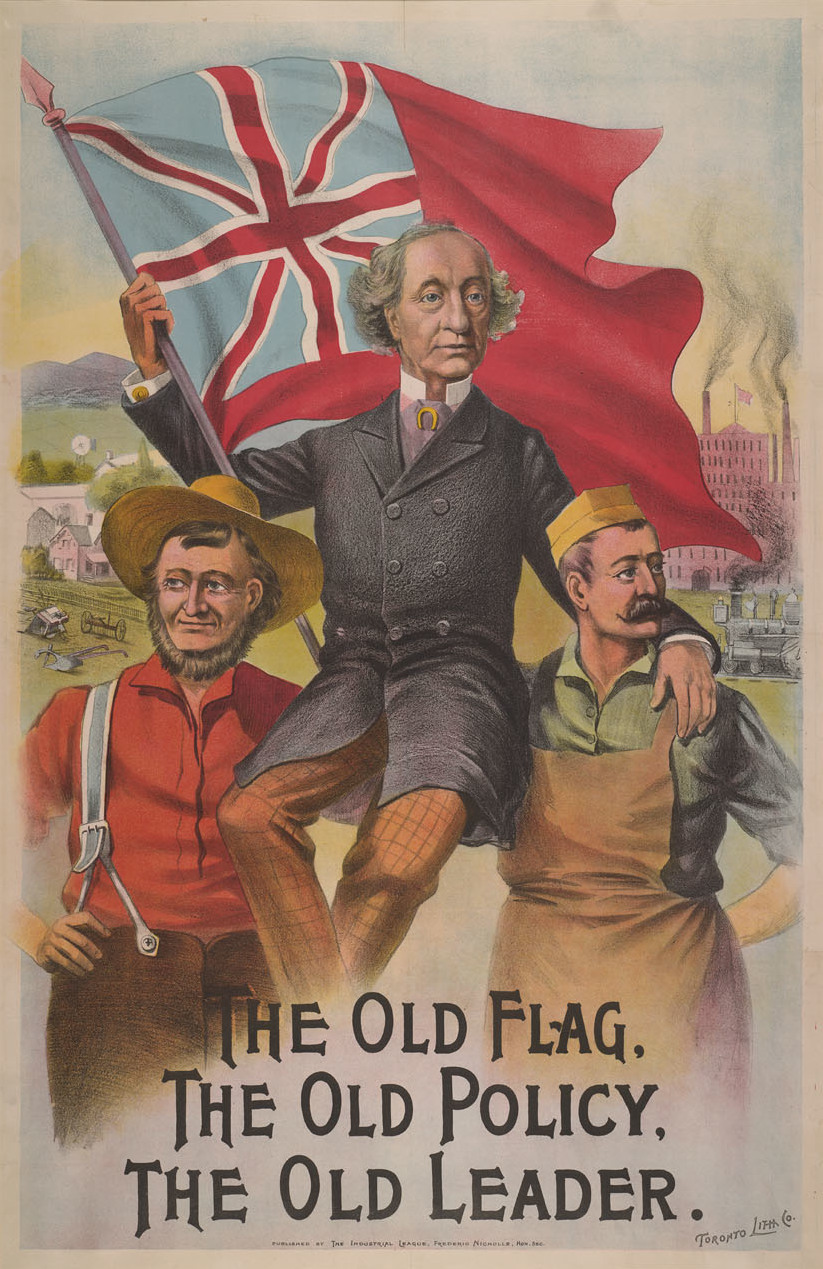
Wahlkampfplakat von 1891

Am 17. Oktober 1878 übernahm Macdonald zum zweiten Mal das Amt des Premierministers. Er hatte vor der Unterhauswahl von 1878 versprochen, die kanadische Wirtschaft zu stärken und sie vor ausländischer Konkurrenz zu schützen. Außerdem versprach er die Fertigstellung der Canadian Pacific Railway bis 1885 (der Baufortschritt war unter der Mackenzie-Regierung sehr bescheiden gewesen).
Ebenfalls im Jahr 1885 kehrte Louis Riel auf die Bitte vieler Métis hin aus seinem US-amerikanischen Exil nach Kanada zurück und strebte mit einer Provisorischen Regierung eine eigenständige Provinz auf dem Gebiet des heutigen Saskatchewan an. Macdonald entschloss sich zur militärischen Niederschlagung, was eine harsche Wende der bis dahin moderaten Politik der kanadischen Regierung gegenüber den Métis bedeutete, und es kam zur Nordwest-Rebellion. Die North-West Mounted Police, die normalerweise die öffentliche Ordnung in dem damals zu den Nordwest-Territorien gehörenden Gebiet aufrechterhielt, zeigte sich hierfür aber zahlenmäßig bei weitem zu schwach und Macdonald entsandte 3000 Mann unter General Frederick Middleton, der auch dank der noch nicht ganz fertiggestellten neuen Eisenbahn ungewohnt schnell vor Ort war und mit seiner Übermacht die Métis letztendlich in der Schlacht von Batoche besiegte. Die Hinrichtung Riels wegen Hochverrats führte zu einem tiefen Zerwürfnis mit den Frankokanadiern, die die halb-französischen Métis stets unterstützt hatten.
Macdonalds Konservative Partei konnte die Wahl am 20. Juni 1882 und am 22. Februar 1887 für sich entscheiden. Bei der Wahl am 5. März 1891 wurde Macdonald wiederum als Premierminister bestätigt, obwohl deutlich erkennbar war, dass der mittlerweile 76-jährige an Überarbeitung, Stress und Alkoholproblemen litt. Am 29. Mai erlitt er einen schweren Schlaganfall, der ihm die Fähigkeit zu sprechen nahm und von dem er sich nicht wieder erholte. Macdonald starb eine Woche später am 6. Juni 1891. Tausende erwiesen ihm die letzte Ehre, als er im Saal des Senats in Ottawa aufgebahrt wurde. Seine sterblichen Überreste wurden in einem besonderen Beerdigungszug nach Kingston überführt. Dort liegt er auf dem Cataraqui-Friedhof begraben.

## Privatleben

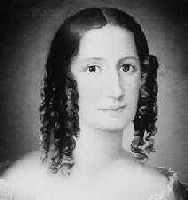
Isabella Clark Macdonald

Nach dem plötzlichen Tod seines Vaters am 29. September 1841 war Macdonald allein verantwortlich für die finanzielle Unterstützung seiner Mutter und seiner beiden unverheirateten Schwestern. Obwohl er hauptberuflich Rechtsanwalt war, erhielt er den größten Teil seines Einkommens als Direktor der prosperierenden Commercial Bank of the Midland District. Er handelte auch mit Immobilien und war an einem Dutzend Unternehmen aus Kingston beteiligt.
Während einer Reise nach Großbritannien im Jahr 1842 lernte er seine vier Jahre ältere Cousine Isabella Clark kennen. Sie siedelte nach Kingston über und das Paar heiratete am 1. September 1843. Ab 1845 litt Isabella zunehmend an Trigeminusneuralgie und entwickelte eine Abhängigkeit von Opium, das sie in flüssiger Form zu sich nahm, um die Schmerzen zu lindern. Aus der Ehe gingen zwei Söhne hervor. Der erste, John Alexander, starb im September 1848 an plötzlichem Kindstod. Der zweite Sohn, Hugh John Macdonald, kam am 13. März 1850 zur Welt. Später wurde er Premierminister von Manitoba.
Isabella starb 1857. Zehn Jahre nach ihrem Tod heiratete Macdonald zum zweiten Mal. Aus der Ehe mit Susan Agnes Bernard (1836–1920) ging eine Tochter hervor, Margaret Mary Theodora, die ihr ganzes Leben lang an Hydrocephalus litt. Einer seiner Großneffen war der bekannte Schauspieler Glenn Ford.
Macdonald gründete 1844 in Kingston die Freimaurerloge St. John’s Lodge No. 5. 1868 wurde er von der Vereinigten Großloge von England zu deren Stellvertreter in der Großen Loge von Kanada gewählt.

## Vermächtnis
Macdonald bleibt vor allem als Mann in Erinnerung, der es schaffte, aus weit auseinanderliegenden Kolonien mit unterschiedlichen kulturellen Wurzeln und politischen Ansichten eine geeinte Nation zu machen.
Er war sowohl für seinen Witz wie auch für seinen sporadischen Alkoholismus bekannt. Manchmal war Macdonald während der Parlamentssitzungen betrunken. Während einer Wahlkampfdebatte erbrach er auf der Rednertribüne, als sein Gegenkandidat gerade sprach. Daraufhin sagte Macdonald zum Publikum: „Seht her, wie die Ideen meines Gegenspielers mich anwidern“ (see how my opponent’s ideas disgust me). Laut einer anderen Version der Geschichte soll er gesagt haben: „Dies zeigt, dass mir ein betrunkener Konservativer lieber ist als ein nüchterner Liberaler“ (It goes to see that I would rather have a drunk Conservative than a sober Liberal).
Die kanadische Regierung, auf Vorschlag des Historic Sites and Monuments Board of Canada, ehrte Macdonald am 29. Mai 1939 und erklärte ihn zu einer „Person von nationaler historischer Bedeutung“. Eine Überprüfung dieser Ehrung wurde im Jahr 2024 abgeschlossen. Macdonald bleibt weiterhin eine „Person von nationaler historischer Bedeutung“, allerdings werden die Plaketten zu seinen Ehren entfernt.
Macdonald ist, bis einschließlich der 2011'er Serie, auf der kanadischen 10-Dollar-Note abgebildet. Zahlreiche Brücken, Flughäfen und Autobahnen sind nach ihm benannt, darunter der Ottawa Macdonald-Cartier International Airport oder der Macdonald-Cartier Freeway. Auch eine Vielzahl von Schulen im ganzen Land und der Mount Macdonald in den Selkirk Mountains tragen seinen Namen. 2004 wurde er in der Fernsehsendung The Greatest Canadian zum achtbedeutendsten Kanadier aller Zeiten gewählt.
Im Zuge der weltweiten antirassistischen Proteste infolge des Todes von George Floyd wurde eine Statue von MacDonald Ende August 2020 in Montreal niedergerissen. Die Demonstranten warfen ihm vor, gegenüber den First Nations eine rücksichtslose Vernichtungspolitik betrieben zu haben. Die Aktion wurde von Politikern aus dem gesamten politischen Spektrum einschließlich des Premierministers Justin Trudeau verurteilt.